# Stazione meteorologica di Napoli Capodichino
La stazione meteorologica di Napoli Capodichino è la stazione meteorologica di riferimento per il Servizio Meteorologico dell'Aeronautica Militare e per l'Organizzazione Mondiale della Meteorologia, relativa alla città di Napoli.

## Caratteristiche
La stazione meteorologica, gestita dall'ENAV, si trova nell'Italia meridionale, in Campania, presso l'aeroporto di Capodichino della città di Napoli, a 72 metri s.l.m. e alle coordinate geografiche 40°53′03.72″N 14°17′00.99″E.

## Medie climatiche ufficiali

### Dati climatologici 1971-2000
In base alle medie climatiche del trentennio 1971-2000, le più recenti in uso, la temperatura media del mese più freddo, gennaio, è di +8,7 °C, mentre quella del mese più caldo, agosto, è di +24,7 °C; mediamente si contano 8 giorni di gelo all'anno e 41 giorni annui con temperatura massima uguale o superiore ai 30 °C. Nel trentennio esaminato, i valori estremi di temperatura sono i +40,0 °C dell'agosto 1981 e i -5,6 °C del gennaio 1981.
Le precipitazioni medie annue si attestano a 1.008 mm, mediamente distribuite in 86 giorni, con minimo in estate, picco massimo in autunno e massimo secondario in inverno per gli accumuli totali stagionali.
L'umidità relativa media annua fa registrare il valore di 73% con minimo di 70% a luglio e massimi di 76% a novembre e a dicembre; mediamente si contano 13 giorni all'anno con episodi nebbiosi.
Di seguito è riportata la tabella con le medie climatiche e i valori massimi e minimi assoluti registrati nel trentennio 1971-2000 e pubblicati nell'Atlante Climatico d'Italia del Servizio Meteorologico dell'Aeronautica Militare relativo al medesimo trentennio.
| Napoli Capodichino (1971-2000)  | Mesi        | Mesi        | Mesi        | Mesi        | Mesi        | Mesi        | Mesi        | Mesi        | Mesi        | Mesi        | Mesi        | Mesi        | Stagioni | Stagioni | Stagioni | Stagioni | Anno    |
| Napoli Capodichino (1971-2000)  | Gen         | Feb         | Mar         | Apr         | Mag         | Giu         | Lug         | Ago         | Set         | Ott         | Nov         | Dic         | Inv      | Pri      | Est      | Aut      | Anno    |
| ------------------------------- | ----------- | ----------- | ----------- | ----------- | ----------- | ----------- | ----------- | ----------- | ----------- | ----------- | ----------- | ----------- | -------- | -------- | -------- | -------- | ------- |
| T. max. media (°C)              | 13,0        | 13,5        | 15,7        | 18,1        | 23,0        | 26,7        | 29,9        | 30,3        | 26,6        | 22,1        | 17,1        | 14,1        | 13,5     | 18,9     | 29,0     | 21,9     | 20,8    |
| T. min. media (°C)              | 4,4         | 4,5         | 6,3         | 8,4         | 12,6        | 16,2        | 18,8        | 19,1        | 16,0        | 12,1        | 7,8         | 5,6         | 4,8      | 9,1      | 18,0     | 12,0     | 11,0    |
| T. max. assoluta (°C)           | 21,1 (2000) | 22,8 (1990) | 27,8 (1981) | 27,4 (1983) | 34,8 (1988) | 37,4 (1982) | 39,0 (1987) | 40,0 (1981) | 37,2 (1982) | 31,5 (2000) | 26,0 (1992) | 23,8 (1989) | 23,8     | 34,8     | 40,0     | 37,2     | 40,0    |
| T. min. assoluta (°C)           | −5,6 (1981) | −3,8 (1979) | −3,6 (1988) | 0,8 (1979)  | 5,0 (1987)  | 9,0 (1986)  | 11,2 (1971) | 11,4 (1972) | 5,6 (1971)  | 2,6 (1972)  | −3,4 (1973) | −4,6 (1986) | −5,6     | −3,6     | 9,0      | −3,4     | −5,6    |
| Giorni di calura (Tmax ≥ 30 °C) | 0,0         | 0,0         | 0,0         | 0,0         | 0,0         | 3,9         | 15,1        | 17,9        | 3,7         | 0,0         | 0,0         | 0,0         | 0,0      | 0,0      | 36,9     | 3,7      | 40,6    |
| Giorni di gelo (Tmin ≤ 0 °C)    | 3,4         | 2,0         | 1,2         | 0,0         | 0,0         | 0,0         | 0,0         | 0,0         | 0,0         | 0,0         | 0,3         | 1,9         | 7,3      | 1,2      | 0,0      | 0,3      | 8,8     |
| Precipitazioni (mm)             | 92,1        | 95,3        | 77,9        | 98,6        | 59,0        | 32,8        | 28,5        | 35,5        | 88,9        | 135,5       | 152,1       | 112,0       | 299,4    | 235,5    | 96,8     | 376,5    | 1 008,2 |
| Giorni di pioggia               | 9,3         | 9,1         | 8,6         | 9,3         | 6,1         | 3,3         | 2,4         | 3,7         | 6,1         | 8,5         | 10,2        | 9,9         | 28,3     | 24,0     | 9,4      | 24,8     | 86,5    |
| Giorni di nebbia                | 2,1         | 1,7         | 1,1         | 0,7         | 0,9         | 0,3         | 0,3         | 0,0         | 1,1         | 2,1         | 1,1         | 2,1         | 5,9      | 2,7      | 0,6      | 4,3      | 13,5    |
| Umidità relativa media (%)      | 75          | 73          | 72          | 72          | 72          | 72          | 70          | 71          | 73          | 74          | 76          | 76          | 74,7     | 72       | 71       | 74,3     | 73      |

### Dati climatologici 1961-1990
In base alla media trentennale di riferimento 1961-1990, ancora in uso per l'Organizzazione meteorologica mondiale e definita Climate Normal (CLINO), la temperatura media del mese più freddo, gennaio, si attesta a +8,2 °C; quella del mese più caldo, agosto, è di +23,7 °C. Mediamente, si verificano 12 giorni di gelo all'anno. Nel medesimo trentennio, la temperatura minima assoluta ha toccato i -5,0 °C nel gennaio 1987 (media delle minime assolute annue di -3,2 °C), mentre la massima assoluta ha fatto registrare i +40,0 °C nell'agosto 1981 (media delle massime assolute annue di +35,6 °C).
La nuvolosità media annua si attesta a 3,9 okta giornalieri, con minimo in luglio di 2,2 okta giornalieri e massimo in marzo di 4,8 okta mensili.
Le precipitazioni medie annue, abbondanti, si attestano a 1007 mm e sono distribuite mediamente in 91 giorni, con un minimo in estate ed un accentuato picco in autunno-inverno.
L'umidità relativa media annua fa registrare il valore di 72,3%, con minimo del 69% in agosto e massimo di 76% a novembre.
L'eliofania assoluta media annua si attesta a 6,5 ore giornaliere, con massimo di 10,1 ore giornaliere a luglio e minimo di 3,4 ore giornaliere a dicembre.
La pressione atmosferica media annua normalizzata al livello del mare è di 1015,8 hPa, con massimo di 1018 hPa ad ottobre e minimo di 1014 hPa ad aprile.
Il vento fa registrare una velocità media annua di 4 m/s, con minimo di 3,6 m/s a settembre e massimo di 4,4 m/s a febbraio. Le direzioni prevalenti sono di grecale tra ottobre e febbraio e di ostro tra marzo e settembre.
| Napoli Capodichino (1961-1990)                       | Mesi        | Mesi        | Mesi        | Mesi        | Mesi        | Mesi        | Mesi        | Mesi        | Mesi        | Mesi        | Mesi        | Mesi        | Stagioni | Stagioni | Stagioni | Stagioni | Anno    |
| Napoli Capodichino (1961-1990)                       | Gen         | Feb         | Mar         | Apr         | Mag         | Giu         | Lug         | Ago         | Set         | Ott         | Nov         | Dic         | Inv      | Pri      | Est      | Aut      | Anno    |
| ---------------------------------------------------- | ----------- | ----------- | ----------- | ----------- | ----------- | ----------- | ----------- | ----------- | ----------- | ----------- | ----------- | ----------- | -------- | -------- | -------- | -------- | ------- |
| T. max. media (°C)                                   | 12,5        | 13,2        | 15,2        | 18,2        | 22,6        | 26,2        | 29,3        | 29,5        | 26,3        | 21,8        | 17,0        | 13,6        | 13,1     | 18,7     | 28,3     | 21,7     | 20,5    |
| T. min. media (°C)                                   | 3,8         | 4,3         | 5,9         | 8,3         | 12,1        | 15,6        | 18,0        | 17,9        | 15,3        | 11,6        | 7,7         | 5,1         | 4,4      | 8,8      | 17,2     | 11,5     | 10,5    |
| T. max. assoluta (°C)                                | 20,3 (1965) | 22,8 (1990) | 27,8 (1981) | 27,4 (1983) | 34,8 (1988) | 37,4 (1982) | 39,0 (1987) | 40,0 (1981) | 37,2 (1982) | 31,2 (1976) | 25,2 (1971) | 23,8 (1989) | 23,8     | 34,8     | 40,0     | 37,2     | 40,0    |
| T. min. assoluta (°C)                                | −5,6 (1981) | −4,2 (1969) | −4,0 (1963) | 0,8 (1970)  | 2,9 (1962)  | 7,1 (1962)  | 11,2 (1962) | 11,4 (1969) | 5,6 (1971)  | 2,6 (1972)  | −3,4 (1973) | −4,6 (1986) | −5,6     | −4,0     | 7,1      | −3,4     | −5,6    |
| Giorni di gelo (Tmin ≤ 0 °C)                         | 5           | 3           | 2           | 0           | 0           | 0           | 0           | 0           | 0           | 0           | 0           | 2           | 10       | 2        | 0        | 0        | 12      |
| Nuvolosità (okta al giorno)                          | 4,6         | 4,7         | 4,8         | 4,7         | 4,2         | 3,4         | 2,2         | 2,3         | 3,0         | 3,6         | 4,4         | 4,5         | 4,6      | 4,6      | 2,6      | 3,7      | 3,9     |
| Precipitazioni (mm)                                  | 104,4       | 97,9        | 85,7        | 75,5        | 49,6        | 34,1        | 24,3        | 41,6        | 80,3        | 129,7       | 162,1       | 121,4       | 323,7    | 210,8    | 100,0    | 372,1    | 1 006,6 |
| Giorni di pioggia                                    | 10          | 10          | 10          | 9           | 6           | 4           | 2           | 4           | 6           | 8           | 11          | 11          | 31       | 25       | 10       | 25       | 91      |
| Umidità relativa media (%)                           | 75          | 73          | 71          | 70          | 70          | 71          | 70          | 69          | 73          | 74          | 76          | 75          | 74,3     | 70,3     | 70       | 74,3     | 72,3    |
| Eliofania assoluta (ore al giorno)                   | 3,7         | 4,4         | 5,1         | 6,3         | 7,9         | 9,3         | 10,1        | 9,5         | 7,8         | 6,1         | 4,2         | 3,4         | 3,8      | 6,4      | 9,6      | 6,0      | 6,5     |
| Radiazione solare globale media (centesimi di MJ/m²) | 648         | 922         | 1 340       | 1 808       | 2 264       | 2 513       | 2 552       | 2 232       | 1 719       | 1 196       | 735         | 554         | 2 124    | 5 412    | 7 297    | 3 650    | 18 483  |
| Pressione a 0 metri s.l.m. (hPa)                     | 1 017       | 1 015       | 1 015       | 1 014       | 1 015       | 1 015       | 1 015       | 1 015       | 1 017       | 1 018       | 1 017       | 1 016       | 1 016    | 1 014,7  | 1 015    | 1 017,3  | 1 015,8 |
| Vento (direzione-m/s)                                | NE 4,1      | NE 4,4      | S 4,2       | S 4,2       | S 3,9       | S 3,8       | S 3,7       | S 3,7       | S 3,6       | NE 3,7      | NE 3,9      | NE 4,2      | 4,2      | 4,1      | 3,7      | 3,7      | 4,0     |

### Dati climatologici 1951-1980
In base alle medie climatiche del periodo 1951-1980, la temperatura media del mese più caldo, agosto, si attesta a +23,4 °C, mentre la temperatura media del mese più freddo, gennaio, fa registrare il valore di +8,3 °C.
Nel trentennio esaminato, la temperatura massima più elevata di +38,7 °C risale all'agosto 1956, mentre la temperatura minima più bassa di -4,5 °C fu registrata nel febbraio dello stesso anno.
| Napoli Capodichino (1951-1980) | Mesi        | Mesi        | Mesi        | Mesi        | Mesi        | Mesi        | Mesi        | Mesi        | Mesi        | Mesi        | Mesi        | Mesi        | Stagioni | Stagioni | Stagioni | Stagioni | Anno |
| Napoli Capodichino (1951-1980) | Gen         | Feb         | Mar         | Apr         | Mag         | Giu         | Lug         | Ago         | Set         | Ott         | Nov         | Dic         | Inv      | Pri      | Est      | Aut      | Anno |
| ------------------------------ | ----------- | ----------- | ----------- | ----------- | ----------- | ----------- | ----------- | ----------- | ----------- | ----------- | ----------- | ----------- | -------- | -------- | -------- | -------- | ---- |
| T. max. media (°C)             | 12,3        | 13,1        | 15,0        | 18,0        | 22,2        | 26,2        | 28,8        | 29,0        | 26,0        | 21,5        | 16,9        | 13,6        | 13,0     | 18,4     | 28,0     | 21,5     | 20,2 |
| T. min. media (°C)             | 4,3         | 4,7         | 6,1         | 8,4         | 11,9        | 15,6        | 17,6        | 17,7        | 15,4        | 11,6        | 8,1         | 5,6         | 4,9      | 8,8      | 17,0     | 11,7     | 10,6 |
| T. max. assoluta (°C)          | 20,3 (1965) | 22,0 (1977) | 25,0 (1952) | 27,8 (1951) | 33,2 (1973) | 34,8 (1952) | 38,2 (1952) | 38,7 (1956) | 36,4 (1975) | 31,2 (1976) | 25,2 (1951) | 20,2 (1953) | 22,0     | 33,2     | 38,7     | 36,4     | 38,7 |
| T. min. assoluta (°C)          | −4,4 (1963) | −4,5 (1956) | −4,0 (1963) | 0,8 (1970)  | 1,0 (1957)  | 7,1 (1962)  | 11,0 (1959) | 11,4 (1969) | 5,6 (1971)  | 2,6 (1972)  | −3,4 (1973) | −3,6 (1964) | −4,5     | −4,0     | 7,1      | −3,4     | −4,5 |

## Valori estremi

### Temperature estreme mensili dal 1946 ad oggi
Nella tabella sottostante sono riportati i valori delle temperature estreme mensili registrate presso la stazione meteorologica dal 1946 ad oggi. Nel periodo esaminato, la temperatura minima assoluta ha toccato i -5,7 °C nel gennaio 2017, mentre la massima assoluta ha raggiunto i +40,0 °C nell'agosto 1981.
| NAPOLI CAPODICHINO (1946-2023) | Mesi        | Mesi        | Mesi        | Mesi        | Mesi              | Mesi        | Mesi        | Mesi        | Mesi        | Mesi        | Mesi        | Mesi        | Stagioni | Stagioni | Stagioni | Stagioni | Anno |
| NAPOLI CAPODICHINO (1946-2023) | Gen         | Feb         | Mar         | Apr         | Mag               | Giu         | Lug         | Ago         | Set         | Ott         | Nov         | Dic         | Inv      | Pri      | Est      | Aut      | Anno |
| ------------------------------ | ----------- | ----------- | ----------- | ----------- | ----------------- | ----------- | ----------- | ----------- | ----------- | ----------- | ----------- | ----------- | -------- | -------- | -------- | -------- | ---- |
| T. max. assoluta (°C)          | 22,2 (1985) | 24,2 (2016) | 27,8 (1981) | 31,0 (2013) | 34,8 (1988)       | 38,0 (2022) | 39,0 (1987) | 40,0 (1981) | 37,6 (1946) | 33,0 (1993) | 29,4 (2004) | 23,8 (1989) | 24,2     | 34,8     | 40,0     | 37,6     | 40,0 |
| T. min. assoluta (°C)          | −5,7 (2017) | −4,5 (1956) | −4,0 (1963) | −1,0 (2003) | 1,0 (1957 e 1987) | 7,1 (1962)  | 10,0 (2004) | 11,4 (1969) | 5,6 (1971)  | 2,6 (1972)  | −3,4 (1973) | −4,6 (1986) | −5,7     | −4,0     | 7,1      | −3,4     | −5,7 |